# Comte AC-1
Il Comte AC-1 fu un aereo da caccia monomotore monoplano ad ala alta a parasole sviluppato dall'azienda aeronautica svizzera Alfred Comte, Schweizerische Flugzeugfabrik nei tardi anni venti e rimasto allo stadio di prototipo.

## Storia del progetto
Verso la metà degli anni venti l'Esercito svizzero emise una specifica per la fornitura di un nuovo modello di aereo da caccia monoposto da alta quota da destinare ai propri reparti aerei.
Alla richiesta rispose la Flugzeugbau Alfred Comte, azienda aeronautica svizzera con sede a Zurigo che, fondata da Alfred Comte all'inizio del decennio, aveva iniziato l'attività realizzando per il mercato nazionale modelli di concezione tedesca costruiti su licenza. Comte incaricò l'ufficio tecnico della propria azienda, diretto dall'ingegnere H. Fierz, di realizzare un velivolo adatto allo scopo, primo progetto autonomo della ditta svizzera. Fierz ed il suo staff elaborarono un progetto relativo ad un aereo che riproponeva l'impostazione del francese Dewoitine D.7, un monomotore monoplano ad ala alta con carrello fisso con pattino di coda realizzato anche in Svizzera su licenza dalla Eidgenössischen Konstruktionswerkstätten (EKW).
Il prototipo, equipaggiato con un motore radiale Bristol Jupiter IV costruito su licenza da 420 PS (309 kW), venne portato in volo per la prima volta il 2 aprile 1927 per poi, dopo un primo periodo di prove aziendali, essere inviato all'esercito entro la fine dell'anno per le valutazioni in ambito operativo. La serie di prove in volo che seguì non convinse i vertici militari svizzeri ad emettere un ordine di fornitura; all'AC-1 fu preferito il concorrente Dewoitine D.27, tuttavia nel 1928 il prototipo venne ugualmente acquistato e destinato all'addestramento caccia, rimanendo in servizio fino al 1939.

## Tecnica
Il Comte AC-1 era un modello dall'impostazione moderna per il periodo, un velivolo realizzato in tecnica mista, monomotore in configurazione traente, monoposto, monoplano a carrello fisso.
La fusoliera, a sezione cilindrica e realizzata con struttura tubolare ricoperta da una pelle in lega leggera, integrava l'unico abitacolo aperto destinato al pilota, con posto di pilotaggio protetto da un piccolo parabrezza e dotato di un poggiatesta ricavato da una pinna dorsale. Posteriormente terminava in una coda dall'impennaggio classico monoderiva con elemento verticale dalla forma triangolare abbinato ai due elementi orizzontali, anch'essi a pianta triangolare, controventati superiormente.
La velatura, realizzata con struttura metallica e rivestita in tela trattata e verniciata, era di tipo monoplana, con ala posizionata alta a parasole sulla fusoliera, dotata di alettoni e collegata alla stessa tramite un castello tubolare centrale ed una doppia coppia, una per lato, di aste di controvento.
Il carrello d'atterraggio era un semplice biciclo fisso, anteriormente dotato di una coppia di ruote di grande diametro collegate tra loro da un asse rigido ed integrato posteriormente da un pattino d'appoggio posto sotto la coda.
La propulsione era affidata ad un motore Bristol Jupiter IV costruito su licenza dalla francese Gnome et Rhône, un radiale 9 cilindri raffreddato ad aria in grado di erogare, in quella versione, una potenza pari a 420 PS (309 kW), collocato all'apice anteriore della fusoliera con i cilindri a vista ed abbinato ad un'elica bipala.
L'armamento, previsto ma che non è noto se sia mai stato montato, consisteva in una singola mitragliatrice posizionata in caccia dotata di dispositivo di sincronizzazione per sparare attraverso il disco dell'elica.

## Impiego operativo
Nel 1928 il velivolo venne modificato per tentare di superare il primato di tangenza massima raggiunta da un velivolo su territorio svizzero. A tale scopo venne dotato di una diversa ala proveniente da un Dewoitine D.9 ed in questa configurazione volò il 19 novembre 1928.

## Utilizzatori
Svizzera
- Truppe d'aviazione dell'Esercito svizzero